# Federico Ballell Maymí
Federico Ballell Maymí (Guayama, 1864-Barcelona, 1951) fue un fotoperiodista español, nacido en Puerto Rico.

## Biografía
Con dieciséis años comenzó a estudiar Ingeniería industrial, carrera en la que se matriculó en el curso de 1880; en la escuela coincidió con Avel·lí Dòria y Bonaplata (escritor, decorador e industrial) y obtuvo el título en 1890. Pronto se interesó por la fotografía pero, aunque ya estuvo realizado pruebas con cámaras fotográficas en esos años, no se dedicó a ella en un principio. Se puede relacionar su formación técnica con el acercamiento a las máquinas fotográficas y los aspectos científicos relacionados con la fotografía.
En 1888 se casó y volvió a Puerto Rico para establecer un laboratorio fotográfico. Entonces se dedicaba ya a hacer fotografías donde se interesaba más por los acontecimientos que por el retrato o la fotografía estática. Algunas de estas imágenes mostraban los efectos de un ciclón en Ponce, el traslado de una casa sobre ruedas, la progresiva presencia de los soldados norteamericanos, etc. 
En 1897 volvió a Barcelona y no tardó mucho en iniciar una colaboración con la Editorial López, que publicaba las revistas L'Esquella de la Torratxa, La Campana de Gràcia, La Ilustració Catalana y Feminal y entabló amistad con Francesc Matheu, director de La Ilustraciò Catalana. Fue uno de los primeros fotoperiodistas de Cataluña, junto a Alejandro Merletti, Adolf Mas o Fernando Rus. 
A partir de los años 1920 parece que colaboró haciendo fotografías con el Servicio Meteorológico de Cataluña, tarea que continuó un sobrino suyo. A partir de 1924 se dedicó a otra de sus pasiones: los perros. Formó parte de la Federación Ibérica de Sociedades Protectoras de Animales y Plantas desde su constitución, pasando a presidir la sección de protección a las razas caninas en 1928.

## Obra

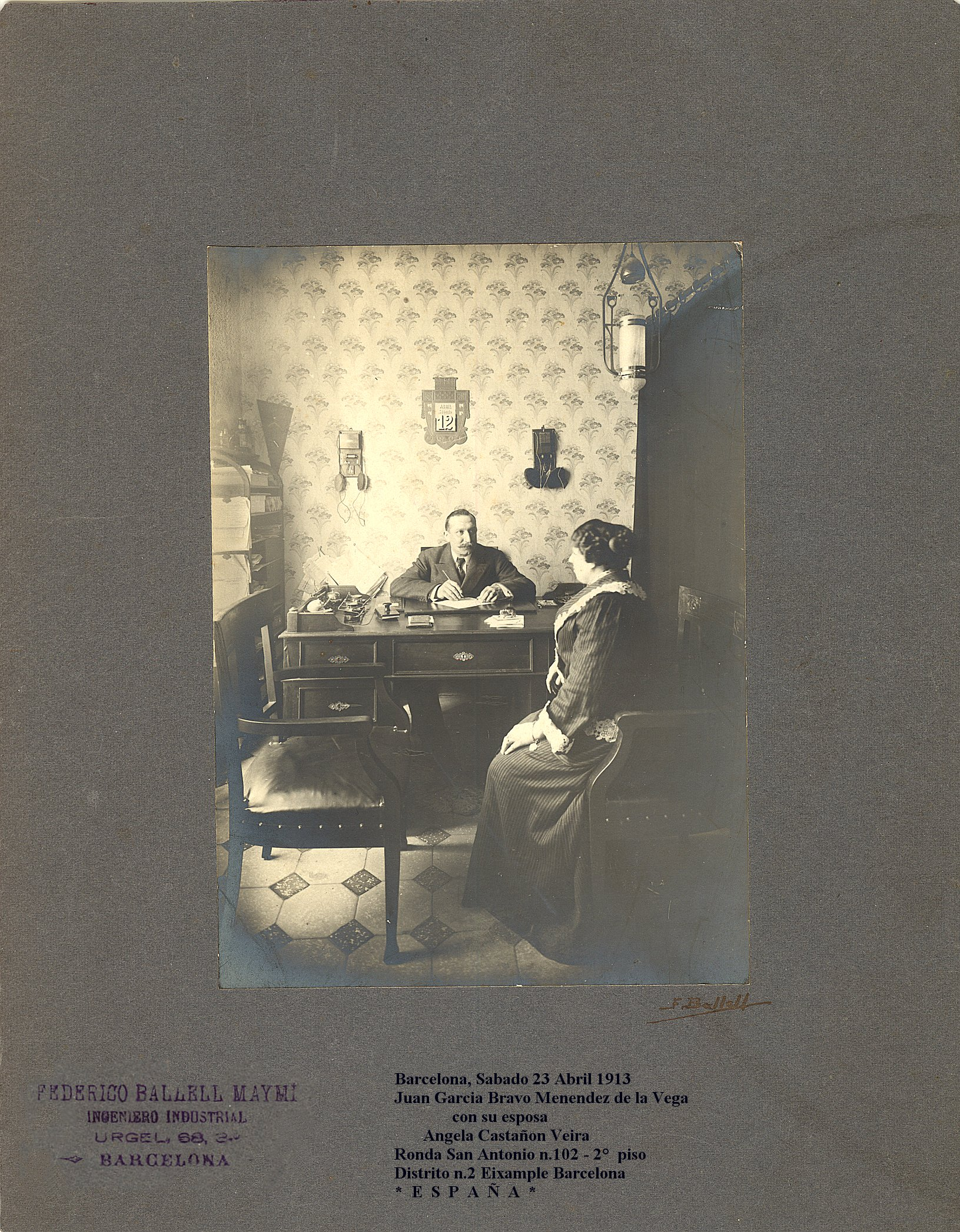
Foto del matrimonio Garcia-Bravo 12 de abril de 1913 publicada en Mundo Gráfico del día 30 de abril de 1913 como publicidad del Capilar Americano distribuido en la American Clinica de Barcelona por Juan Garcia-Bravo Menéndez.

La tarea fotográfica de Ballell es importante por su volumen, por la calidad de sus fotografías y por el amplio abanico temático que abarca. Fue uno de los socios fundadores de la Asociación de la Prensa Diaria de Barcelona, donde participó hasta 1940. El trabajo que realizó después de los años 1920 es poco conocido. No se vuelve a disponer de información fidedigna de Ballell hasta el año 1944, cuando se puso en contacto con el Ayuntamiento de Barcelona, preocupado por el futuro de su colección de negativos, que, en julio de 1945, irían a parar al Archivo Histórico de la Ciudad de Barcelona.
Su obra ha sido expuesta en diversas ocasiones: así, en abril de 2000 se presentó su primera antológica con el título de "Frederic Ballell, fotoperiodista" en el Palacio de la Virreina. Se presentaba la figura del fotógrafo con una selección de copias de la época para mostrar los diferentes procedimientos fotográficos empleados, además se presentaba una selección temática positivada de nuevo en ampliaciones grandes, lo que permitía mostrar la gran diversidad temática tratada por el fotógrafo a lo largo de su trayectoria. El mismo año se exponía una parte de su producción relacionada con los desastres marinos en la sala de exposiciones del Archivo Histórico de la Ciudad de Barcelona con el título de "Desastre", organizada por el Archivo Fotográfico de Barcelona. Estas exposiciones se expusieron posteriormente en otras salas fuera de Barcelona. 
En 2010 se realizó la exposición de un conjunto singular de fotografías, en la sede del Archivo Fotográfico de Barcelona, titulada "Frederic Ballell. La Rambla 1907-1908". En esta exposición se pudieron ver más de cien fotografías originales que ofrecían una visión de la Rambla y de los diferentes personajes que la conformaban. En este conjunto de imágenes, Ballell plasmó el devenir diario de una de las vías de comunicación más importantes de principios del siglo XX.

## Fondo fotográfico
El fondo fotográfico de Frederic Ballell contiene una gran riqueza de información sobre la vida barcelonesa, principalmente, en el primer cuarto del siglo XX. Su participación en los actos públicos importantes del momento lo hacen un fiel seguidor de la evolución de los hechos ciudadanos, tanto urbanísticos como sociales. Su presencia constante le llevó a generar un corpus de unas 2600 fotografías publicadas sólo en Ilustració Catalana y Feminal entre 1903 y 1917. También de la revista Actualidades desde su creación en 1908.
Fue corresponsal de Blanco y Negro, Nuevo Mundo, ABC y La Esfera, donde encontramos bastantes imágenes publicadas también en este periodo. 
Su fondo fue adquirido entre junio y julio de 1945 y el conjunto de negativos ingresó en el Archivo Histórico de la Ciudad de Barcelona. Posteriormente, se hizo una selección de negativos que se llevaron a positivar al taller fotográfico de Francisco Fazio y se pusieron a disposición del público, los que quedaron sin positivar, quedaron guardados al depósito del Archivo. En 2000, después de un trabajo de investigación documental y acondicionamento físico de los negativos y positivos, quedó todo el fondo para la consulta pública en el Archivo Fotográfico de Barcelona.